# Keith Andrews (pilota automobilistico)
Keith Phillip Andrews (Denver, 15 giugno 1920 – Indianapolis, 15 maggio 1957) è stato un pilota automobilistico statunitense.
Nel 1954 vinse la Pikes Peak International Hillclimb.
Tra il 1950 ed il 1960, la 500 Miglia faceva parte del Campionato Mondiale e per questo Andrews ha all'attivo 2 Gran Premi in Formula 1, viste le sue presenze alle 500 Miglia di Indianapolis del 1955 e 1956, senza mai portare a termine una gara.
Ritentò nel 1957, ma durante le prove fu vittima d'un incidente che gli costò la vita. Nino Farina, suo compagno di squadra, era l'unico pilota europeo nell'elenco degli iscritti per l'evento medesimo, ma non riuscì a qualificarsi date le difficoltà di manovrabilità ed a prendere velocità con la sua vettura. Il 15 maggio, Andrews salì proprio sull'auto di Farina per un giro di prova, quando improvvisamente iniziò a scivolare e, nel tentativo di correggere la traiettoria, l'auto indietreggiò contro il muro interno che separava l'area dei box. Andrews rimase mortalmente schiacciato tra il cofano ed il serbatoio del carburante, senza però che l'auto prendesse fuoco. Farina decise di abbandonare l'evento dopo la morte di Andrews, poiché privo di un'auto di riserva.
Andrews è stato sepolto al cimitero di Crown Hill di Wheat Ridge, nella Contea di Jefferson (Colorado).

## Risultati

### Risultati in Formula 1
| 1955 | Scuderia      | Vettura   |  |  |     |  |  |  |  |  |  | Punti | Pos. |
| ---- | ------------- | --------- |  |  | --- |  |  |  |  |  |  | ----- | ---- |
| 1955 | John McDaniel | Schroeder |  |  | Rit |  |  |  |  |  |  | 0     |      |

| 1956 | Scuderia         | Vettura           |  |  |     |  |  |  |  |  |  | Punti | Pos. |
| ---- | ---------------- | ----------------- |  |  | --- |  |  |  |  |  |  | ----- | ---- |
| 1956 | Dunn Engineering | Kurtis Kraft 500B |  |  | Rit |  |  |  |  |  |  | 0     |      |

| 1957 | Scuderia    | Vettura           |  |  |     |  |  |  |  |  |  | Punti | Pos. |
| ---- | ----------- | ----------------- |  |  | --- |  |  |  |  |  |  | ----- | ---- |
| 1957 | Nino Farina | Kurtis Kraft 500G |  |  | NQ† |  |  |  |  |  |  | 0     |      |

| Legenda | 1º posto     | 2º posto | 3º posto    | A punti         | Senza punti/Non class.  | Grassetto – Pole position Corsivo – Giro più veloce |
| Legenda | Squalificato | Ritirato | Non partito | Non qualificato | Solo prove/Terzo pilota | Grassetto – Pole position Corsivo – Giro più veloce |

† Deceduto

### Risultati nella 500 Miglia di Indianapolis
| Anno   | N° auto | Partito | Media qualifica | Finito | Giri | Giri in testa | Causa ritiro         |
| ------ | ------- | ------- | --------------- | ------ | ---- | ------------- | -------------------- |
| 1955   | 31      | 28º     | 136.049         | 20º    | 120  | 0             | Pompa del carburante |
| 1956   | 89      | 20º     | 142.976         | 26º    | 94   | 0             | Trasmissione         |
| 1957   | 62      | NQ†     | -               | -      | -    | 0             | /                    |
| Totale | Totale  | Totale  | Totale          | Totale | 214  | 0             |                      |

### Risultati nella AAA/USAC Championship Car
| Anno | Squadra                     | Telaio            | Motore       | 1       | 2      | 3   | 4   | 5   | 6      | 7     | 8     | 9   | 10     | 11     | 12  | 13  | Posizione | Punti |
| ---- | --------------------------- | ----------------- | ------------ | ------- | ------ | --- | --- | --- | ------ | ----- | ----- | --- | ------ | ------ | --- | --- | --------- | ----- |
| 1948 | Stephens                    | -                 | -            | ARL     | INDY   | MIL | LAN | MIL | SPR    | MIL   | DUQ   | ATL | PIK NP | SPR    | DUQ |     | -         | 0     |
| 1950 | Pilota privato              | -                 | -            | INDY    | MIL    | LAN | SPR | MIL | PIK 24 | SYR   | DET   | SPR | SAC    | PHX    | BAY | DAR | -         | 0     |
| 1952 | Syer Brothers               | HAL               | HAL          | INDY    | MIL    | RAL | SPR | MIL | DET    | DUQ   | PIK 8 | SYR |        |        |     |     | 38º       | 50    |
| 1952 | Pilota privato              | -                 | -            |         |        |     |     |     |        |       |       |     | DNC NQ | SJS    | PHX |     | 38º       | 50    |
| 1953 | Syer-Hal                    | Ralph Miller      | Ralph Miller | INDY    | MIL    | SPR | DET | SPR | MIL    | DUQ   | PIK 2 | SYR | ISF    | SAC    | PHX |     | 27º       | 160   |
| 1954 | Joe Hunt Magneto            | Kurtis Kraft      | Offy         | INDY    | MIL    | LAN | DAR | SPR | MIL    | DUQ   | PIK 1 | SYR | ISF    | SAC 10 | PHX | LVG | 21º       | 230   |
| 1955 | John McDaniel               | Schroeder         | Offy         | INDY 20 | MIL    | LAN | SPR | MIL | DUQ    |       |       |     |        |        |     |     | 35º       | 80    |
| 1955 | Joe Hunt Magneto            | Kurtis Kraft      | Offy         |         |        |     |     |     |        | PIK 6 | SYR   | ISF | SAC 15 | PHX NQ |     |     | 35º       | 80    |
| 1956 | Dunn Engineering/Harry Dunn | Kurtis Kraft 500B | Offy         | INDY 26 | MIL 12 | LAN | DAR | ATL | SPR    | MIL   | DUQ   | SYR | ISF    | SAC    | PHX |     | 35º       | 10    |
| 1957 | Nino Farina                 | Kurtis Kraft 500G | Kurtis Kraft | INDY NQ | LAN    | MIL | DET | ATL | SPR    | MIL   | DUQ   | SYR | ISF    | TRE    | SAC | PHX | -         | 0     |

### Risultati nella Carrera Panamericana
| Anno | Scuderia          | Costruttore | Vettura           | Numero | Categoria | Classe | Co-Pilota    | Giri | Risultato di classe | Risultato assoluto |
| ---- | ----------------- | ----------- | ----------------- | ------ | --------- | ------ | ------------ | ---- | ------------------- | ------------------ |
| 1953 | Hayes & McNamara  | Cadillac    | Cadillac Serie 62 | 80     | Turismo   | T      | Pete Woods   | 3    | Rit                 | Rit                |
| 1954 | Barry Motor Sales | Cadillac    | Cadillac Serie 62 | 127    | Turismo   | T +3.5 | Blue Plemond | 8    | 3°                  | 11°                |